# Zbigniew Gut
Zbigniew Gut (ur. 17 kwietnia 1949 w Wymiarkach, zm. 27 marca 2010 w Saint-Jean-de-Maurienne) – polski piłkarz grający na pozycji obrońcy. 11-krotny reprezentant Polski.

## Życiorys
Zbigniew Gut w czasie kariery piłkarskiej był obrońcą takich klubów jak: Iskra Wymiarki, Promień Żary, Odra Opole i Lech Poznań. Młodziutkiego trampkarza „wypatrzył” trener Otmętu Krapkowice, b. piłkarz opolskiej Odry (podczas meczu w Żarach) Zbigniew Bania. Jemu i Ryszardowi Brożkowi (działacz Odry) zawdzięcza piłkarski awans. W 1979 roku, wyjechał kontynuować karierę piłkarską do Francji. Grał tam m.in. w Paris FC, Stade Français, Red Star 93 i Saint-Jean de Maurienne. Karierę piłkarską zakończył w 1987 roku. Wyróżniał się szybkością (100 m biegał w 11 sekund, skakał w dal ponad 7 m) i wielką pracowitością.

## Reprezentacja Polski
W reprezentacji narodowej rozegrał 11 spotkań. Debiutował w meczu z NRD w 1972. 7 sierpnia 1972 Kazimierz Górski zaliczył go do grona drużyny olimpijskiej, z którą zdobył złoty medal olimpijski na Olimpiadzie w Monachium. Zakończył karierę reprezentacyjną w spotkaniu ze Szwecją podczas Mundialu 1974.
Wystąpił na mistrzostwach świata w RFN (1974). W podstawowej jedenastce zagrał tylko raz – w meczu ze Szwecją (w miejsce Musiała ukaranego za niesubordynację przez trenera Górskiego), który zakończył jego reprezentacyjną karierę (wcześniej wystąpił w meczu z Haiti, w sumie na MŚ zagrał 109 minut).
| lp. | Data                 | Miejsce    | Przeciwnik     | Rezultat | Rozgrywki     | Grał   | Uwagi |
| --- | -------------------- | ---------- | -------------- | -------- | ------------- | ------ | ----- |
| 1.  | 1 września 1972      | Norymberga | NRD            | 2-1      | IO 1972       | 90'    |       |
| 2.  | 3 września 1972      | Ratyzbona  | Dania          | 1-1      | IO 1972       | od 68' |       |
| 3.  | 5 września 1972      | Augsburg   | ZSRR           | 2-1      | IO 1972       | do 68' |       |
| 4.  | 10 września 1972     | Monachium  | Węgry          | 2-1      | IO 1972       | 90'    |       |
| 5.  | 15 października 1972 | Bydgoszcz  | Czechosłowacja | 3-0      | towarzyski    | 90'    |       |
| 6.  | 28 marca 1973        | Cardiff    | Walia          | 0-2      | elim. MŚ 1974 | 90'    |       |
| 7.  | 10 października 1973 | Rotterdam  | Holandia       | 1-1      | towarzyski    | od 46' |       |
| 8.  | 21 października 1973 | Dublin     | Irlandia       | 0-1      | towarzyski    | 90'    |       |
| 9.  | 17 kwietnia 1974     | Liège      | Belgia         | 1-1      | towarzyski    | 90'    |       |
| 10. | 19 czerwca 1974      | Monachium  | Haiti          | 7-0      | MŚ 1974       | od 72' |       |
| 11. | 26 czerwca 1974      | Stuttgart  | Szwecja        | 1-0      | MŚ 1974       | 90'    |       |

## Sukcesy
- Mistrz olimpijski: 1972 srebrny medalista Mistrzostw Świata 1974

## Odznaczenia
- Odznaka „Zasłużony Mistrz Sportu”
- Złoty Medal za Wybitne Osiągnięcia Sportowe (dwukrotnie)
- Krzyż Kawalerski Orderu Odrodzenia Polski
- Złoty Krzyż Zasługi (1972)[3]
- Złota Odznaka PZPN (1972)[4]

## Śmierć
Zmarł 27 marca 2010 roku we francuskim Saint-Jean-de-Maurienne, gdzie mieszkał od lat, w wieku 60 lat.